# Kopiec Kraka II
Kopiec Krakusa II zwany także Kopcem Kraka II lub Kopcem Kraka Młodszego – kopiec owalny o wysokości ok. 11 m, znajdujący się na przedpolu wschodniej części Pogórza Wielickiego na zboczu wzgórza w miejscowości Krakuszowice położonej 6 km na północny wschód od Gdowa.
Pochodzenie kopca jest nieznane. Przypuszcza się, że powstał on w okresie wczesnego średniowiecza. Legenda zapisana przez Wincentego Kadłubka głosi, że król Krak miał dwóch synów. Zaraz po zabiciu smoka młodszy napadł i zgładził starszego brata, ojcu zaś przekazał, że była to wina potwora. Wkrótce jednak oszustwo wyszło na jaw i młodszy z braci został skazany na wieczne wygnanie. Jan Długosz podobnie przytacza opowieść jak to młodszy z braci w dogodnym czasie zamordował starszego brata, a okryte ranami ciało zakopał w piasku. 
August Bielowski zwiedzając okolice w 1844 opisał kopiec jako „ogromną mogiłę sypaną i okopaną głębokim rowem”. Przypuszczał, że była ona miejscem dawnych pogańskich zwyczajów składania ofiar bóstwom. W 1905 roku właściciel okolicznych ziem nakazał rozkopać kopiec celem poszukiwania skarbów i wyjaśnienia pochodzenia kopca. Na jego polecenie wykonano potężny wkop widoczny od strony zachodniej, który nie wniósł do dziejów kopca żadnej istotnej informacji, a same „badania” i poszukiwanie zakopanych skarbów doprowadziły do znacznego widocznego do dziś zniszczenia ziemnej budowli. Od strony wschodniej rów pozostaje niewidoczny. Andrzej Żaki nazwał kopiec Kraka II wraz z Kopcem Krakusa oraz obiektami w Sandomierzu i Przemyślu typem krakuszowickim. Kopce te są przeciwieństwem znacznie częściej spotykanych cmentarzysk będących skupiskami małych, niewielkich kurhanów. Kazimierz Sosnowski w 1947 pisał, że kopiec był bardzo popularnym celem wycieczek, a ze szczytu kopca rozciąga się panorama Pogórza Wielickiego. 
Sylwetkę w miesiącach letnich maskują porastające go drzewa. Położony jest on wśród pól uprawnych, nie prowadzi do niego żaden szlak spacerowy bądź turystyczny.
Prof. Władysław Góral nie wyklucza hipotezy, że Kopiec w Krakuszowicach, wraz z kopcami krakowskimi (Krakusa i Wandy) i Wzgórzem Wawelskim, mógł być celtyckim systemem wskaźników astronomicznych.

## Widoki kopca

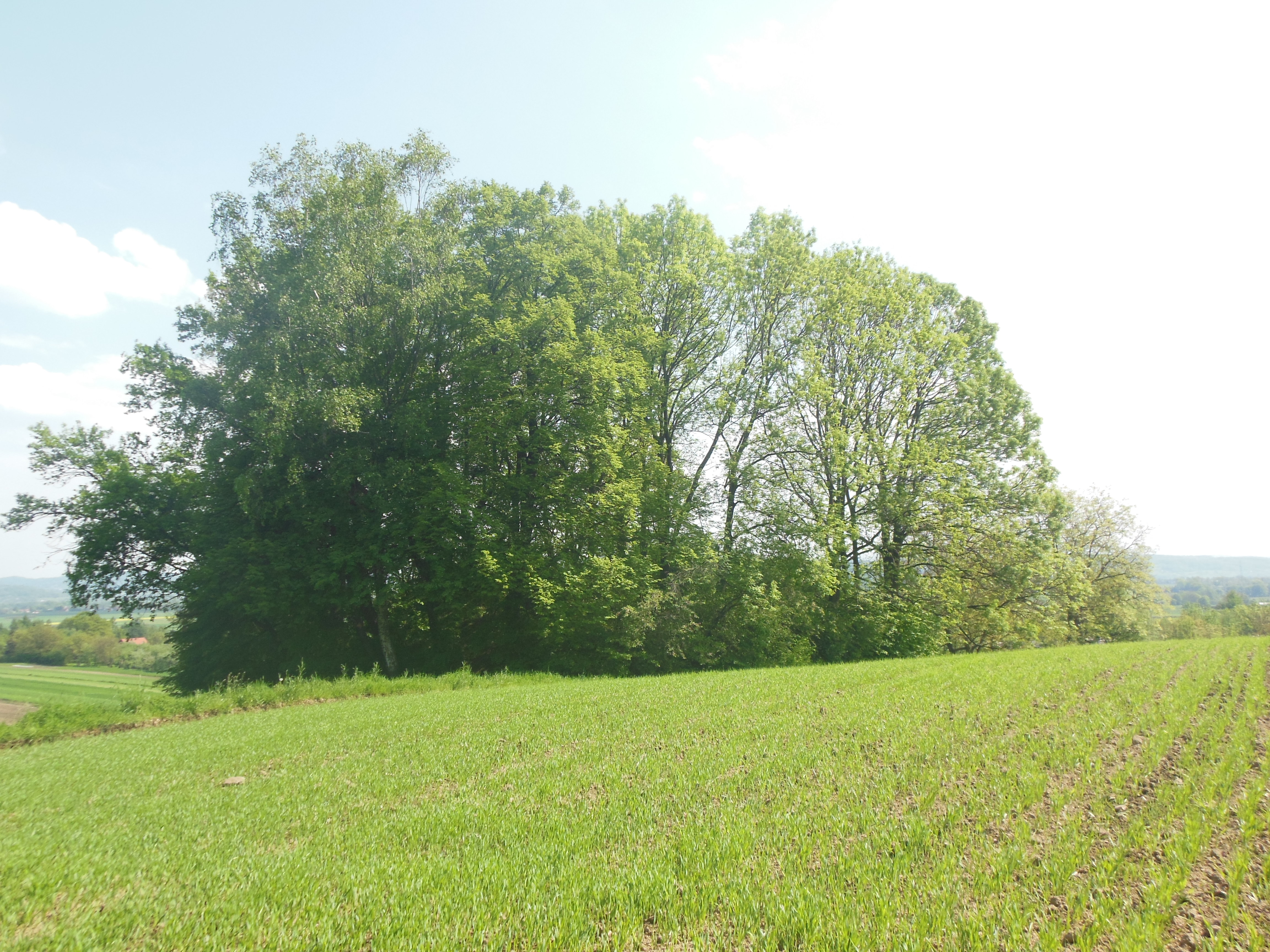
Kopiec latem, widok z zachodu
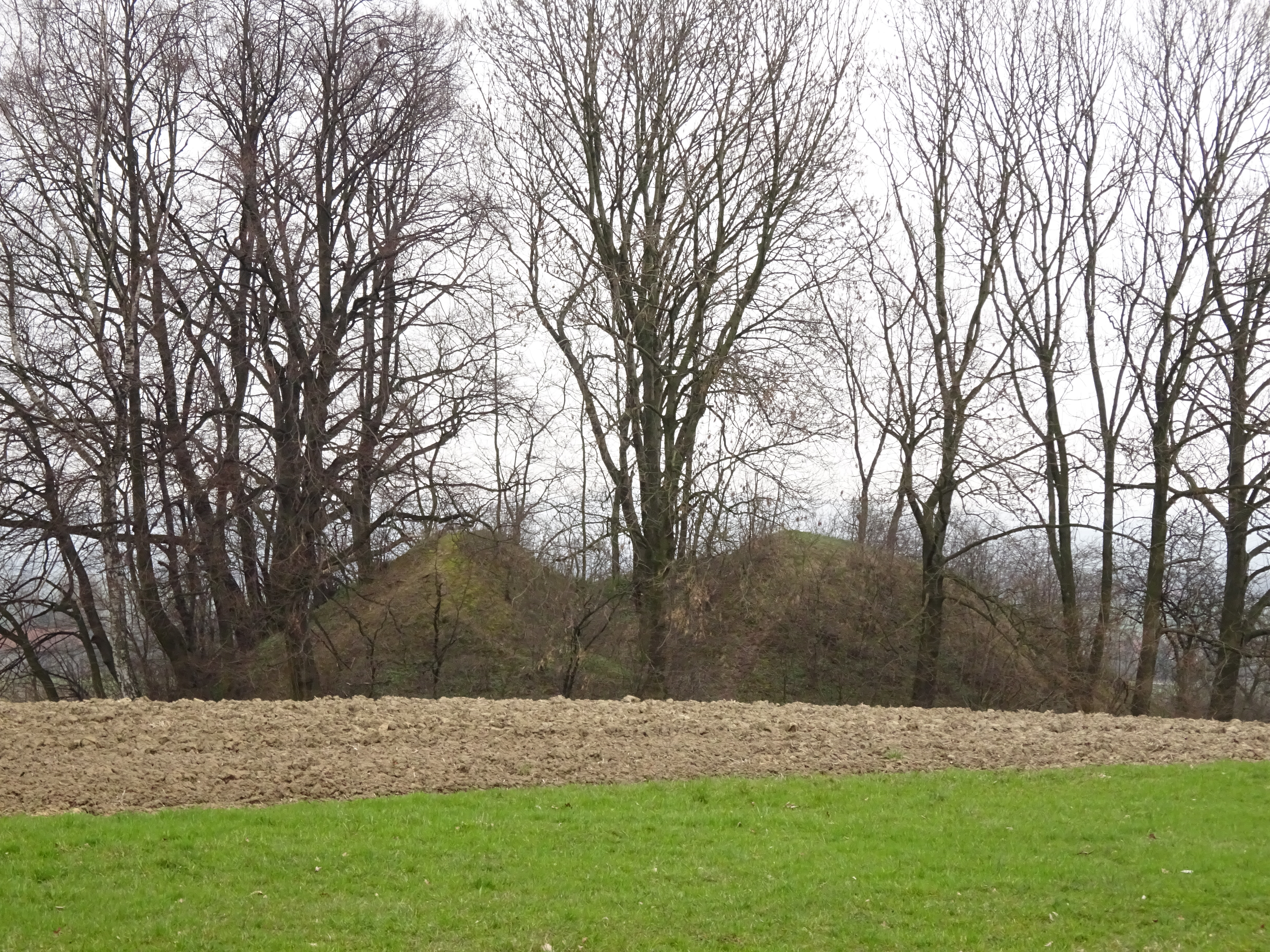
Kopiec wczesną wiosną, widok z zachodu

## Widoki z kopca

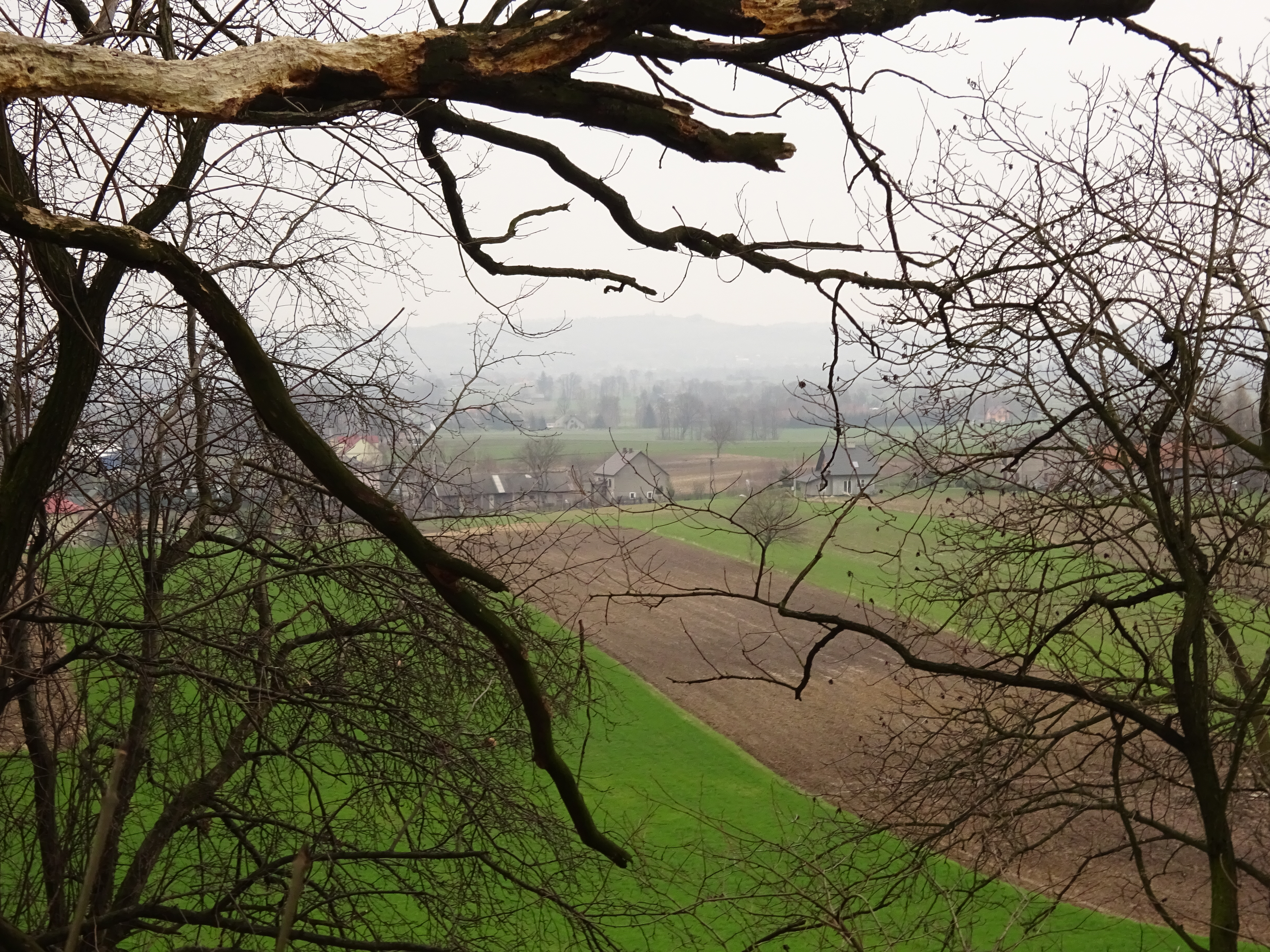
Widok z Kopca Krakusa II w stronę doliny rzeki Raby pod Chełmem